# Meddle
Meddle là album phòng thu thứ sáu của ban nhạc progressive rock người Anh Pink Floyd, được phát hành ngày 31 tháng 10 năm 1971 bởi Harvest Records. Đây là sản phẩm được thực hiện xen lẫn các chuyến lưu diễn của ban nhạc trong khoảng tháng 1 tới tháng 8 cùng năm. Các ca khúc được thu âm rải rác tại nhiều phòng thu ở London, bao gồm AIR Studios, Abbey Road Studios và Morgan Studios.
Không có những chất liệu đặc biệt cũng như một định hướng nghệ thuật rõ ràng, ban nhạc đã cố gắng tạo nên những trải nghiệm ngắn khác nhau trước khi đến với ca khúc quan trọng nhất "Echoes" nằm ở mặt B. Cho dù sau này phần ca từ của album được ghi cho Roger Waters, thực tế Meddle là sản phẩm có đóng góp đầy đủ nhất của tất cả các thành viên ban nhạc, và thường được coi là sản phẩm chuyển giao giữa giai đoạn hậu-Syd Barrett cuối những năm 1960 và giai đoạn Pink Floyd hoàn chỉnh sau này. Phần bìa đĩa được nhà thiết kế Storm Thorgerson giải thích là hình ảnh của chiếc tai dưới làn nước. Và cũng giống như nhiều tác phẩm khác của nhóm Hipgnosis, Thorgerson không hề hài lòng với thiết kế của chính mình.
Album nhận được nhiều đánh giá tích cực về chuyên môn và có được thành công thương mại đáng kể tại Anh, tuy nhiên lại không thành công tại Mỹ do công đoạn quảng bá không được chuẩn bị kỹ càng.

## Danh sách ca khúc
| Mặt A            | Mặt A                                      | Mặt A                             | Mặt A            | Mặt A      |
| STT              | Nhan đề                                    | Sáng tác                          | Hát chính        | Thời lượng |
| ---------------- | ------------------------------------------ | --------------------------------- | ---------------- | ---------- |
| 1.               | "One of These Days"                        | Gilmour Waters Wright Mason       | Không lời        | 5:57       |
| 2.               | "A Pillow of Winds"                        | Gilmour Waters                    | Gilmour          | 5:13       |
| 3.               | "Fearless" (kèm "You'll Never Walk Alone") | (bao gồm Rodgers, Hammerstein II) | Gilmour          | 6:08       |
| 4.               | "San Tropez"                               | Waters                            | Waters           | 3:44       |
| 5.               | "Seamus"                                   | Gilmour Waters Wright Mason       | Gilmour          | 2:15       |
| Tổng thời lượng: | Tổng thời lượng:                           | Tổng thời lượng:                  | Tổng thời lượng: | 23:17      |

| Mặt B            | Mặt B            | Mặt B                       | Mặt B             | Mặt B      |
| STT              | Nhan đề          | Sáng tác                    | Hát chính         | Thời lượng |
| ---------------- | ---------------- | --------------------------- | ----------------- | ---------- |
| 1.               | "Echoes"         | Wright Gilmour Waters Mason | Gilmour và Wright | 23:31      |
| Tổng thời lượng: | Tổng thời lượng: | Tổng thời lượng:            | Tổng thời lượng:  | 23:31      |

## Thành phần tham gia sản xuất
Theo phụ chú bìa đĩa.
Pink Floyd
- David Gilmour – guitar, hát chính, hát nền trong "Fearless", bass (bổ trợ cho Waters) trong "One of These Days", harmonica trong "Seamus".
- Roger Waters – bass, acoustic guitar và hát chính trong "San Tropez".
- Nick Mason – trống, định âm, giọng đọc trong "One of These Days".
- Rick Wright – organ (Hammond và Farfisa), piano, cùng hát chính trong "Echoes", EMS VCS 3 trong "One of These Days".

Nghệ sĩ khách mời
- Rob Black – kỹ thuật viên âm thanh (Morgan Studio).
- Peter Bown – kỹ thuật viên âm thanh (Air và EMI Studios).
- Peter Curzon – thiết kế và chỉnh âm.
- Bob Dowling – bìa đĩa.
- James Guthrie – chỉnh âm.
- Hipgnosis – ảnh ban nhạc.
- John Leckie – kỹ thuật viên âm thanh (Air và EMI Studios).
- Tony May – ảnh bìa trong.
- Roger Quested – kỹ thuật viên âm thanh (Morgan Studio).
- Doug Sax – chỉnh âm.
- Chú chó Seamus – tiếng chó sủa trong "Seamus".
- Storm Thorgerson – thiết kế.

## Xếp hạng và chứng chỉ
| Bảng xếp hạng (1971–72)             | Vị trí cao nhất |
| ----------------------------------- | --------------- |
| Australia (Kent Music Report)       | 24              |
| Album Hà Lan (Album Top 100)        | 2               |
| Album Đức (Offizielle Top 100)      | 11              |
| Spanish Albums (AFE)                | 21              |
| Album Anh Quốc (OCC)                | 3               |
| Album Hoa Kỳ Billboard 200          | 70              |
| Bảng xếp hạng (2011)                | Vị trí cao nhất |
| Album Pháp (SNEP)                   | 69              |
| Album Thụy Sĩ (Schweizer Hitparade) | 76              |

| Quốc gia                                                                           | Chứng nhận  | Số đơn vị/doanh số chứng nhận |
| ---------------------------------------------------------------------------------- | ----------- | ----------------------------- |
| Pháp (SNEP)                                                                        | 2× Vàng     | 200.000*                      |
| Đức (BVMI)                                                                         | Vàng        | 250.000^                      |
| Ý (FIMI)                                                                           | Vàng        | 25.000*                       |
| Anh Quốc (BPI)                                                                     | Vàng        | 100.000^                      |
| Hoa Kỳ (RIAA)                                                                      | 2× Bạch kim | 2.000.000^                    |
| * Chứng nhận dựa theo doanh số tiêu thụ. ^ Chứng nhận dựa theo doanh số nhập hàng. |             |                               |